# 神岡ターン
神岡ターン（かみおかターン）は、スライド状態にある車体をコントロールするドライビングテクニックの一つ。日本人ラリードライバーの神岡政夫が最初に行ったことからこの名がつくとされ、ラリーを題材にした漫画『ガッデム』に登場したことから多くの人々に知れ渡ることとなったが、実際は作者が考案した架空のテクニックであるとされており、本人もそのようなテクニックを使用したことについて認めていない。

## 概要
漫画『ガッデム』においては、以下のように紹介されている。
1. 鋭角なコーナーにおいて、通常よりも高速なコーナー進入を行い、通常のクリッピングポイントよりもさらにコーナーの奥にポイントを取る。
2. 車体をスライドさせ、スピンする直前にタイヤをロックさせて瞬間的にバックギアに入れることでのベクトルを与えて車体を安定させ、速度を維持しながら車体をコーナー出口に向けてコーナーを脱出する。
コーナーが比較的狭く急であること、スライド時に駆動輪が完全にグリップを失っていること、クラッチや変速機の操作に正確さが要求されること、また変速機への負荷が過大にかかることもあり、神岡ターンを行える・行って効果を得られる条件は限られるが、成功すれば同コーナーをグリップ走行やドリフト走行で走るよりも高速に脱出できるといわれる。当然の事ながら成功するには、アクセル、クラッチ、ブレーキ、サイドブレーキおよびシフトの非常に高度な連携操作と路面状況を瞬時に見極められる眼が要求される。

### 信憑性
ただし、これはあくまで漫画の中で取り上げられたものであり、実際に本人が行ったかどうかは定かではない。
また、神岡ターンの信憑性に関して、以下のような疑問点が存在する。
- 高速走行中に急にギアをバックに入れるという、トランスミッションをはじめとする駆動系に多大な負荷がかかる行為は、メリット以上にリスクが大きいと考えられる。
- 「神岡ターンの実例」として、YouTubeに投稿された動画[1]がインターネット上で取り上げられているが、これはイタリアのラリードライバーであるジャンルイジ・ガリの走行を捉えた映像である。仮にこのテクニックが実現可能なものであるとしても、神岡がこれを編み出し、実戦で使用したかは不明である。また、神岡本人が神岡ターンを使用しているのを撮影した映像も、2021年現在インターネット上には存在しない。